# محمدجعفر عزیزی
محمد جعفر عزیزی (۱۳۳۳ در کرمانشاه - ۲۸ مرداد ۱۳۵۸ در کرمانشاه)، یک فعال سیاسی کمونیست کرد اهل ایران بود که در ۲۸ مرداد ۱۳۵۸ به اتهام «فساد فی‌الارض» و «محاربه با خدا و رسول خدا» به دستور صادق خلخالی به همراه ۱۰ فعال سیاسی دیگر در زندان دیزل آباد کرمانشاه اعدام شد.

## زندگی
محمد جعفر عزیزی در سال ۱۳۳۳ به دنیا آمد. در رابطه با زندگی او تا پیش از انقلاب ۱۳۵۷ اطلاعاتی در دست نیست. وی در هنگام شورش ۱۳۵۷ کردها در ایران که منجر به صدور فرمان حمله به کردستان شد، کارمند سازمان تأمین اجتماعی پاوه در استان کرمانشاه بود. وی اگرچه دارای گرایش سیاسی چپ بود، اما در هیچ سازمان و حزبی عضویت نداشت. محمد جعفر عزیزی مجرد بود و با مادرش زندگی می‌کرد.

## دستگیری و بازداشت
به دنبال صدور فرمان حمله به کردستان، نیروهای مسلح جمهوری اسلامی به شهرهای کردستان سرازیر شدند. با آغاز موج بازداشت فعالان سیاسی کمونیست، نیروهای پاسدار روز ۲۷ مرداد ۱۳۵۸ به منزل محمد جعفر عزیزی در پاوه حمله کرده و وی را دستگیر کردند. در این حمله مادر محمد جعفر عزیزی به نام «رعنا عزیزی» که در برابر پاسدارها مقاومت کرده و قصد داشت جلوی بازداشت تنها پسرش را بگیرد، با شلیک گلوله کشته شد.

## اعدام
محمد جعفر عزیزی که خودش نیز در هنگام بازداشت با شلیک گلوله زخمی شده‌بود، به کرمانشاه و زندان دیزل‌آباد منتقل شد. او تا هنگام تیرباران شدن چند ساعت در زندان بود. محمد جعفر عزیزی در نهایت در ساعت ۱:۳۰ پس از نیمه شب در زندان دیزل‌آباد کرمانشاه به همراه ۱۰ تن دیگر بدون محاکمه و به اتهام «فساد فی الارض و محاربه با خدا و رسول خدا» تیرباران شد. (ساعت اعدام همچنین ۲:۴۰ دقیقه نیز ذکر شده است)
اگرچه محمد جعفر عزیزی یک فعال سیاسی مستقل بود و در هیچ حزبی عضویت نداشت و ۱۰ نفر دیگر نیز برخی در سازمان‌های مختلف چپگرا عضویت داشتند، اما رادیو و روزنامهٔ کیهان از ۱۱ نفر اعدامی به عنوان «یازده نفر از مهاجمان و سران حزب دموکرات کردستان» نام برد. علی رازی‌زاده «شایعاتی در مورد اعدام بدون محاکمه چپی‌ها» را تکذیب کرد. (کیهان ۲۸ مرداد ۵۸) اگرچه در گزارش روزنامهٔ کیهان به تاریخ ۱ شهریور ۱۳۵۸ به «بازجویی و شهادت شهود» اشاره شده است، اما از محتوای این بازجویی و شهادت شهود چیزی ذکر نشده است.
نشریه کار در خبر واقعه نوشته‌ بود که از ۱۱ نفر اعدامی، پیش از اعدام نزدیک به ۳ لیتر خون گرفته شده و برای پاسدارها به پاوه فرستاده شده است. خبر اعدام محمد جعفر عزیزی در روزنامهٔ کیهان به تاریخ ۳ مهر ۱۳۵۸ اعلام شد، اما نام او به اشتباه «محمد صفر عزیزی» درج شد و به همین دلیل برخی او را به این نام می‌شناسند.